# Heroes of Annihilated Empires
 Heroes of Annihilated Empires est un jeu vidéo mélangeant des éléments de stratégie en temps réel et de jeu de rôle développé par GSC Game World et publié sur Steam en octobre 2006. Le jeu se déroule dans un univers médiéval-fantastique et retrace la quête de l’elfe Elhant qui tente de sauver le royaume de son peuple de la destruction. Décrit par les développeurs comme opposant RTS et RPG, le jeu peut être joué comme un jeu d’action-RPG, dans lequel le joueur ne contrôle qu’un personnage, ou comme un jeu de stratégie en temps réel traditionnel.

## Accueil
| Heroes of Annihilated Empires |      |        |
| Média                         | Pays | Notes  |
| Eurogamer                     | US   | 6/10   |
| Gamekult                      | FR   | 5/10   |
| GameSpot                      | US   | 60 %   |
| IGN                           | US   | 6/10   |
| Jeuxvideo.com                 | FR   | 11/20  |
| Joystick                      | FR   | 6/10   |
| Compilations de notes         |      |        |
| GameRankings                  | US   | 65.8 % |
| Metacritic                    | US   | 65 %   |